# Gens Císpia
La gens Císpia va ser una gens romana plebea originària d'Anagnia, ciutat dels hèrnics. Segons una antiga tradició, Cispi Leu (Cispius Laevus) d'Anagnia va anar a Roma a protegir la ciutat mentre Tul·li Hostili estava ocupat al setge de Veïs, i les seves forces van ocupar un dels dos turons de l'Esquilí que es va dir turó Cispi o Cispius mons.
No es coneix cap persona notable d'aquesta gens abans del final de la república. L'únic cognomen conegut va ser Laevus.
Alguns personatges destacats de la família van ser:
- Marc Cispi, tribú de la plebs l'any 57 aC
- Luci Cispi, oficial de Juli Cèsar a la guerra a l'Àfrica.